# 鮮魚店

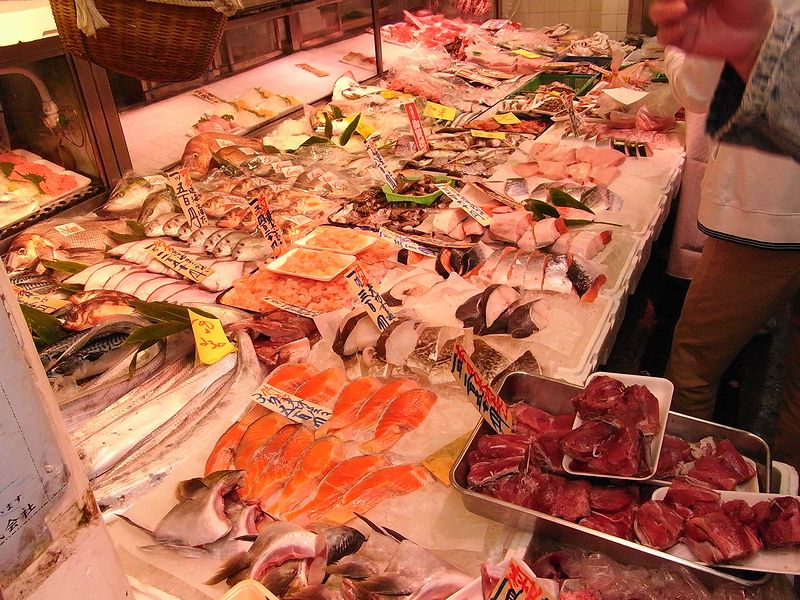
鮮魚店での販売の様子

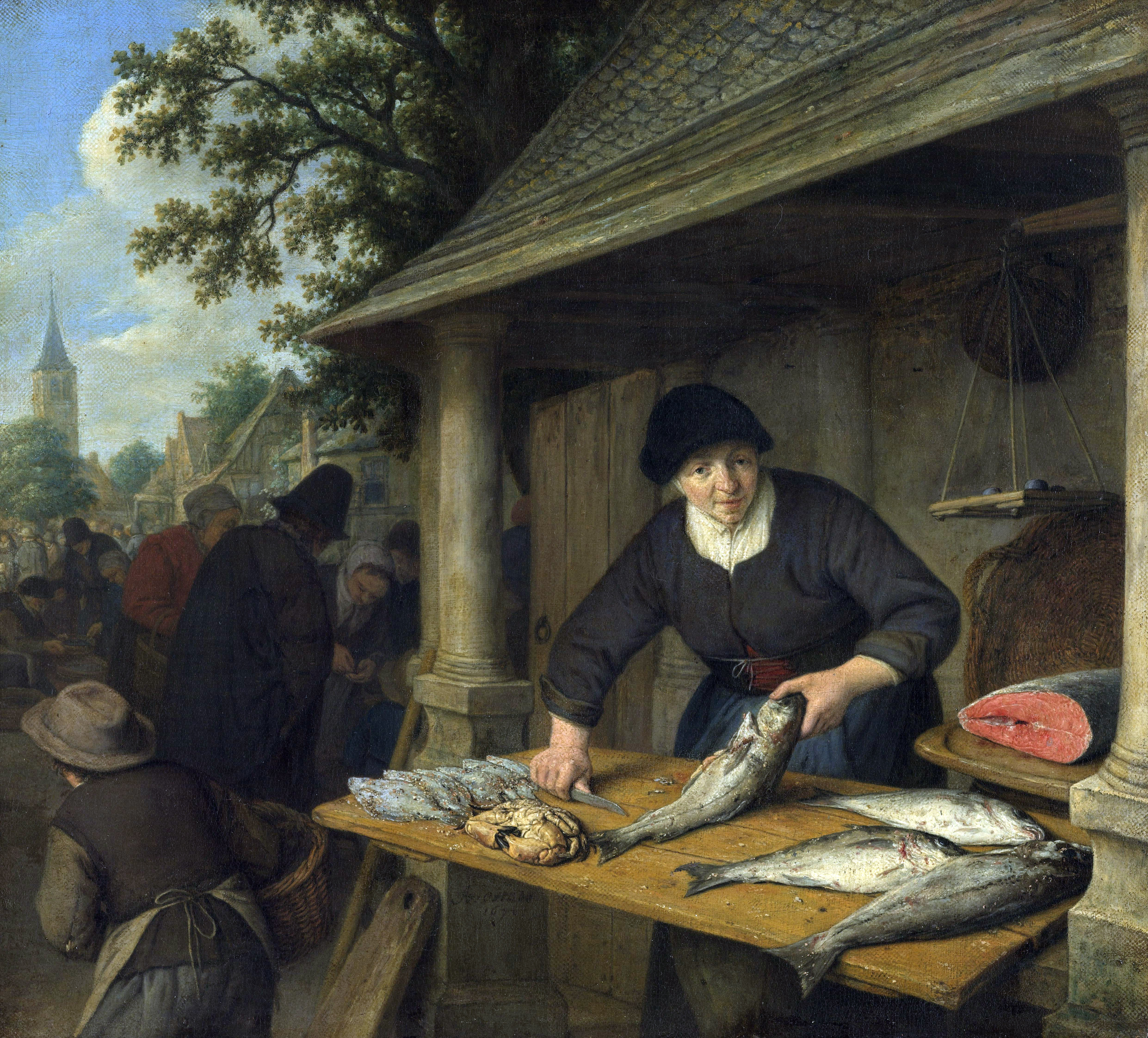
17世紀のヨーロッパの魚屋の絵。

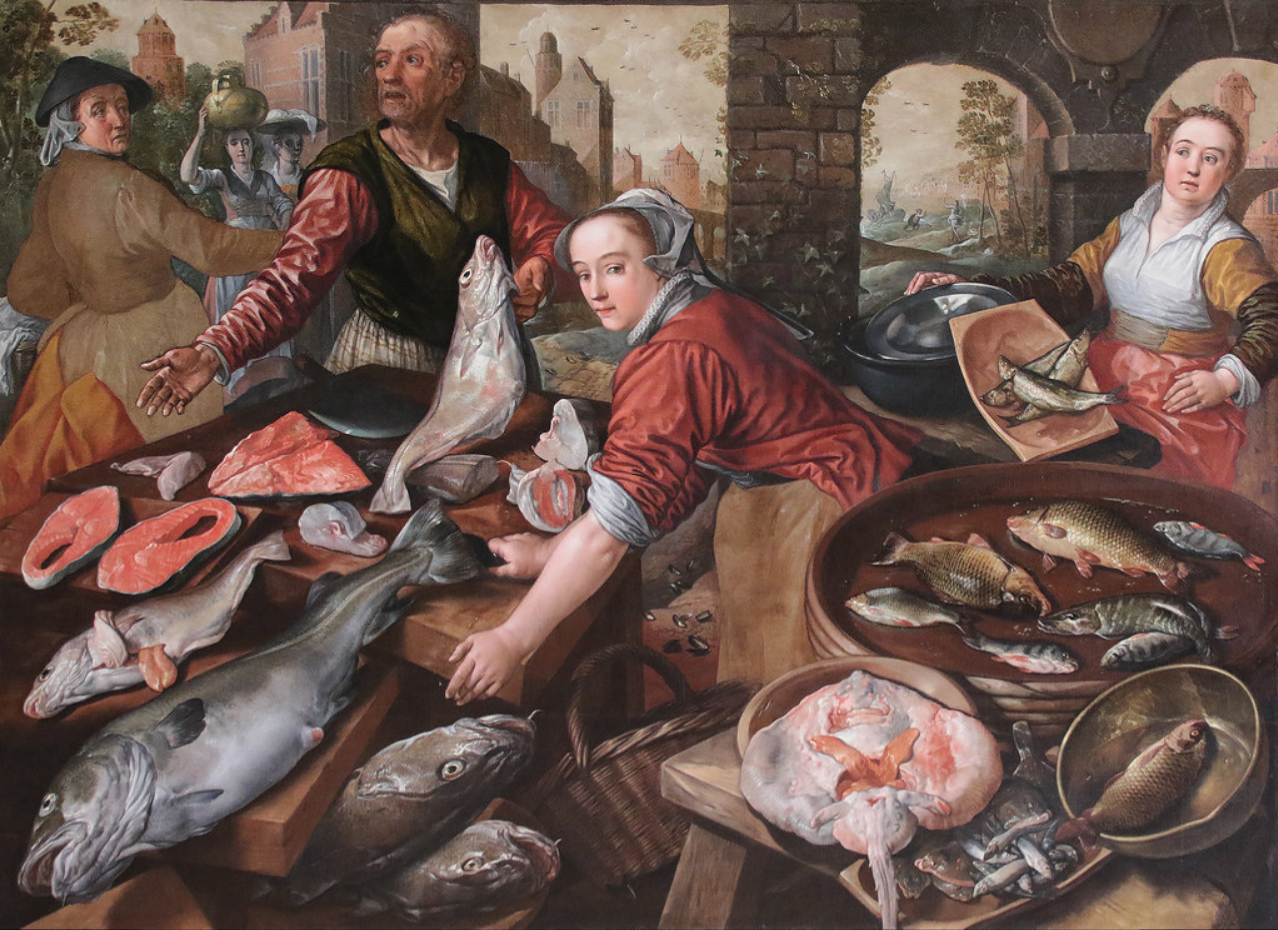
16世紀のフランドル地方の魚屋の絵。

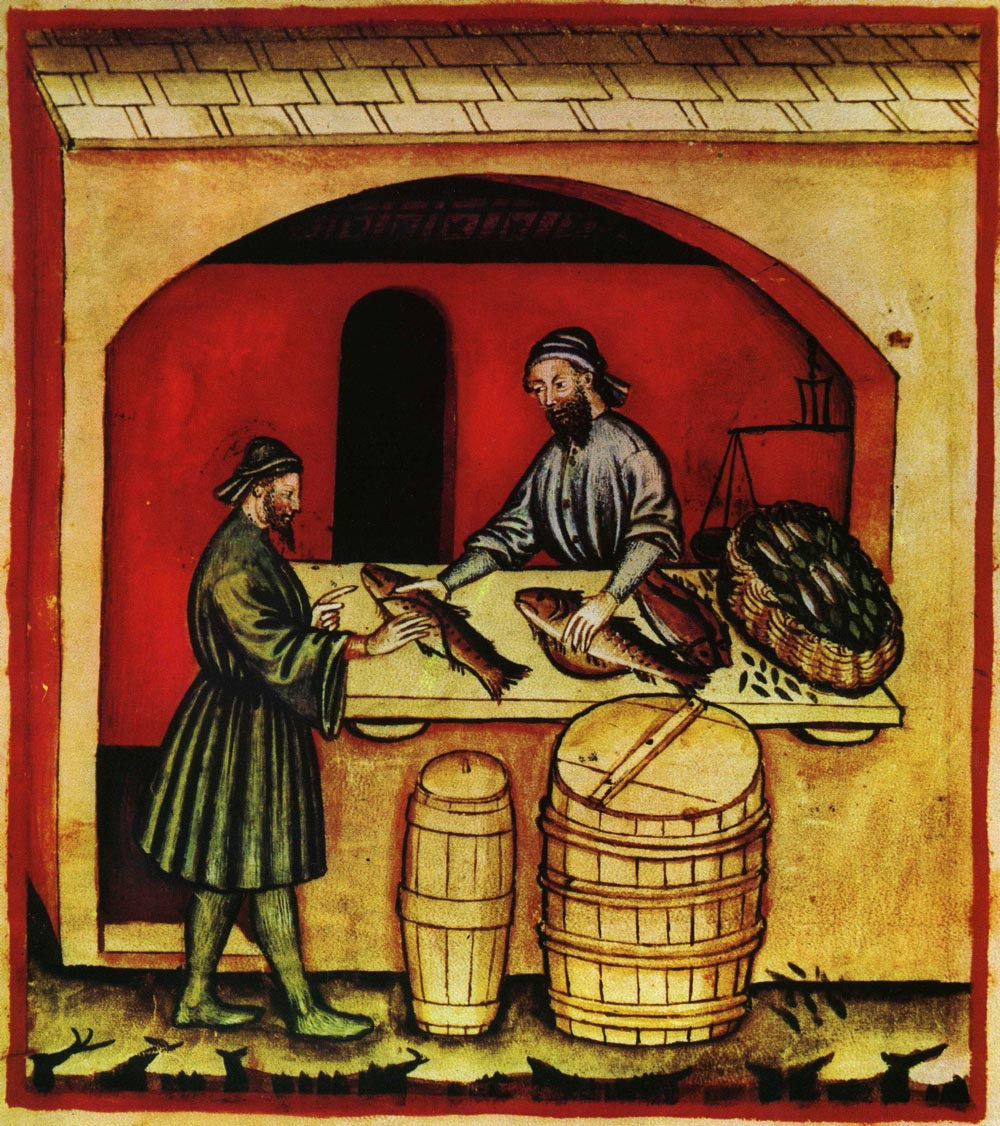
14世紀の健康全書から。

鮮魚店（せんぎょてん）とは、主に中央卸売市場から、卸される魚とエビやカニなどの甲殻類を中心に扱う魚介類販売店を示す。一般的には、魚屋（さかなや）と言われる。

## 商売形態と消費者の変化
奈良時代・平安時代から伝統的に行商人が鮮魚の輸送販売を行っていたと考えられるが、魚を扱っていたという話や行動範囲に関する資料は少ない。鉄道が発達すると到着駅の付近には鮮魚店や魚問屋が置かれたと考えれる。
ローマ時代では、大型の魚など高級魚を宴に出すことが上流階級の格を示す指標ともされ、小型魚は庶民によって消費されていた
スーパーマーケットが登場すると、販売形態の主流となり鮮魚小売店は減少傾向となる。
水産業を基幹産業としている地域でさえも、地魚ではなく、輸入水産物の特定の魚種が消費される傾向がある。ただし、地魚のみで広い流通を賄うのは量的に不可能である。また、地魚の料理方法が解らない為に売れないという悪循環もある。お客さんが新鮮な魚介類を料理方法を店主に聞きながら購入できるという鮮魚店の役割が地産地消やフードマイレージなどの観点から見直されている。

## 備考
- 中世（13世紀頃）の魚売りを伝える絵画資料として、備前国一遍上人絵伝とされる「福岡の市場（現岡山市）」の絵に魚売りの様子が見られる。
- 魚屋は古くは「魚（いお）売り」と呼ばれ、『七十一番職人歌合』（十五番）にも紹介されており、かごに魚を入れ、引っ掛ける道具を用いて魚を並べている女性の絵が見られる。
- 魚屋は古くは「ととや」とも読まれ、堺の商人で茶人としても名高い千利休は父親が魚問屋であったであったことから、「魚屋（ととや）」を屋号としたとされる。また、赤塚不二夫の漫画『おそ松くん』に登場するヒロイン・トト子も実家が鮮魚屋であったことから名づけられたとする設定がある。
- 前近代の魚売りは天秤棒をよく用いており、かごや桶を下げて、板上に魚を乗せるものや棒に魚尾を直接結びつけて運ぶ者もいた。魚尾を天秤棒に結ぶ事自体は、「一遍上人絵伝福岡市」（13世紀頃）にも描かれていることから、古くから天秤棒が魚売りにとって必需品だったことがわかる（棒手売も参照）。
- 魚屋を詠んだ俳句として、松尾芭蕉の『薦獅子（すすめじし）』（冬）の一句に、「塩鯛の 歯ぐきも寒し 魚（うお）の店（たな）」がある。
- 近世では忍者は密書を運ぶ際、魚屋に変装し、書をあぶらとり紙に包んで魚の腹中に入れた。当時、昼中の移動の際、怪しまれない職業の一つであったため好まれた。
- 西洋では、フィッシュワイフ（英語版）（魚屋の妻）は、口うるさい女性の代名詞で、慣用句として使われる。その理由の一つとして、魚が腐りやすいことから迅速に売りさばく必要があり口達者になったとされる[4]。また、堂々と政治批判を行う特権を持っていた事は有名である。

## 魚屋に関係する作品
- 童謡『かわいい魚屋さん』：詞：加藤省吾・曲：山口保治
- 子供のための合唱組曲『チコタン ぼくのお嫁さん』
- 一心太助
- 落語『芝浜』
- 非公式なダブリン市の歌『モリー・マローン』